# Arrow Aircraft
Arrow Aircraft (Leeds) Ltd est une entreprise de construction aéronautique britannique fondée en 1930 sur l'aérodrome de Yeadon par A.C.Thornton, ancien ingénieur de la firme Blackburn. Disparue en 1932, cette entreprise a donné naissance à 2 biplans de voltige monoplaces.
- Arrow Active 1 : Monoplace de voltige, biplan à ailes inégales, dont l'unique exemplaire a volé en mai 1931 avec un moteur Cirrus Hermes IIB de 115 ch. et immatriculé [G-ABIX], cet appareil a participé à la King's Cup Race en 1932, mais fut détruit à la suite d'un accident en décembre 1935.

- Arrow Active 2 : Monoplace de voltige, biplan à ailes inégales. Par rapport au précédent, le haubanage de cabine et la forme de la dérive ont été modifiés. Le seul Active 2 construit a reçu son CdN [G-ABVE] en juin 1932. Reconstruit en 1958 puis en 1989, il est aujourd'hui encore (2008) conservé en état de vol par la Real Aeroplane Company au Breighton Aerodrome.